# Erzbistum Antananarivo

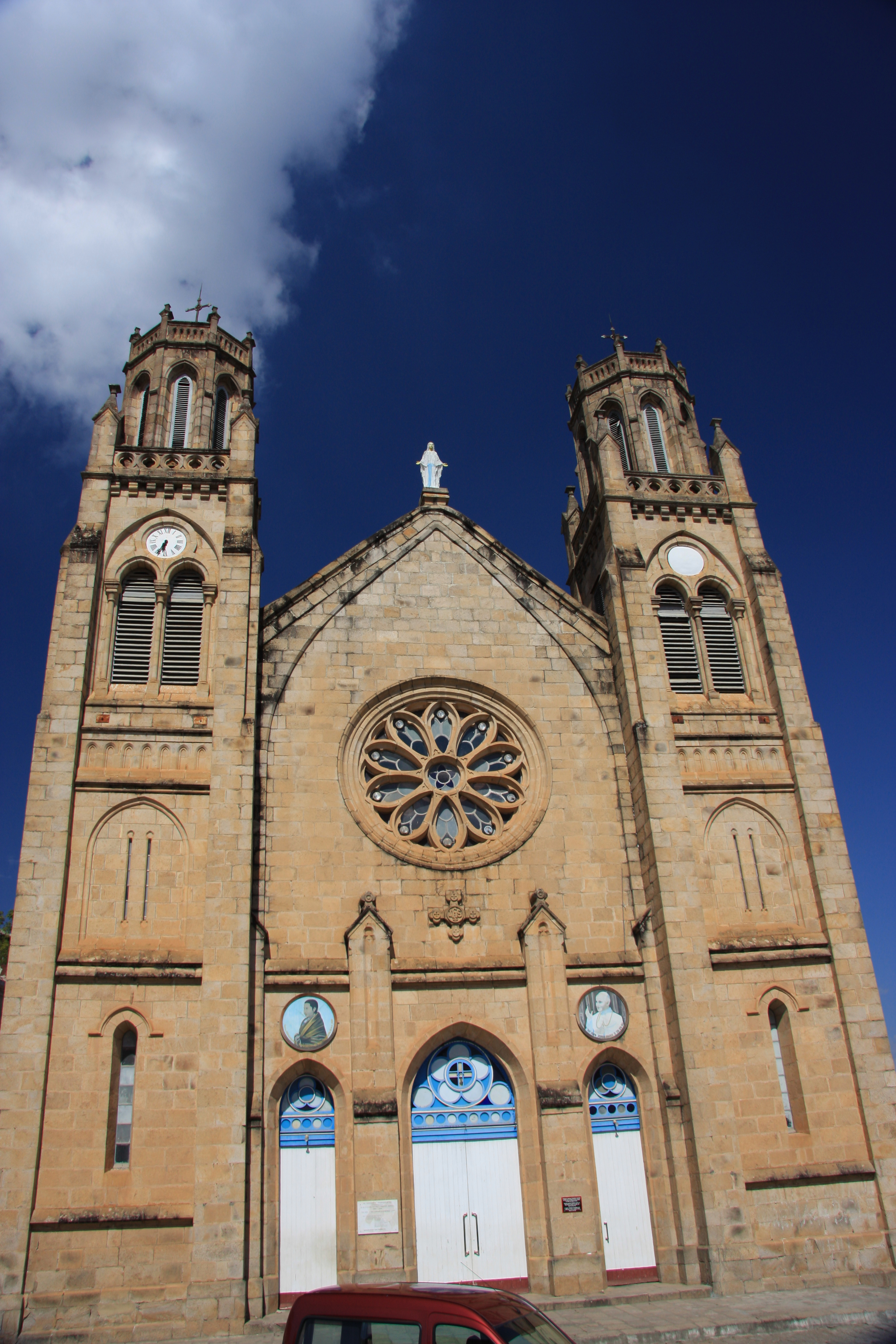
Cathédrale de l’Immaculée Conception d’Andohalo in Antananarivo

Das Erzbistum Antananarivo (lat.: Archidioecesis Antananarivensis) ist eine in Madagaskar gelegene römisch-katholische Erzdiözese mit Sitz in Antananarivo.

## Geschichte
Das Erzbistum Antananarivo wurde 1841 durch Papst Gregor XVI. aus Gebietsabtretungen der Apostolischen Präfektur Bourbon als Apostolische Präfektur Madagaskar errichtet. Die Apostolische Präfektur Madagaskar gab am 4. September 1848 Teile ihres Territoriums zur Gründung der Apostolischen Präfektur Mayotte, Nosy Be und Komoren ab.
1848 wurde die Apostolische Präfektur Madagaskar durch Papst Pius IX. zum Apostolischen Vikariat erhoben. Das Apostolische Vikariat Madagaskar gab am 16. Januar 1896 Teile seines Territoriums zur Gründung der Apostolischen Vikariate Nord-Madagaskar und Süd-Madagaskar ab. 1898 wurde das Apostolische Vikariat Madagaskar in Apostolisches Vikariat Zentral-Madagaskar umbenannt. Am 10. Mai 1913 gab das Apostolische Vikariat Zentral-Madagaskar Teile seines Territoriums zur Gründung des Apostolischen Vikariates Fianarantsoa ab. Eine weitere Gebietsabtretung erfolgte am 15. Mai 1913 zur Gründung der Apostolischen Präfektur Betafó. Das Apostolische Vikariat Zentral-Madagaskar wurde am 20. Mai 1913 in Apostolisches Vikariat Tananarive umbenannt. Am 18. Juni 1935 gab das Apostolische Vikariat Tananarive Teile seines Territoriums zur Gründung der Apostolischen Präfektur Vatomandry ab. Eine weitere Gebietsabtretung erfolgte am 8. Januar 1938 zur Gründung der Apostolischen Präfektur Morondava.
Am 14. September 1955 wurde das Apostolische Vikariat Tananarive durch Papst Pius XII. zum Erzbistum erhoben. Das Erzbistum Tananarive gab am 21. Mai 1959 Teile seines Territoriums zur Gründung des Bistums Ambatondrazaka ab. Am 28. Oktober 1989 wurde das Erzbistum Tananarive in Erzbistum Antananarivo umbenannt.
Von 1969 und 1994 wurden drei Erzbischöfe von Antananarivo zu Kardinälen kreiert, sodass Antananarivo schon als traditionell mit der Kardinalswürde verbundener Bischofssitz galt.

## Ordinarien

### Apostolische Präfekten von Madagaskar
- Pierre Dalmond CSSp, 1841–1847

### Apostolische Vikare von Madagaskar
- Alexandre-Hippolyte-Xavier Monnet CSSp, 1848–1849
- Jean-Baptiste Cazet SJ, 1872–1898

### Apostolische Vikare von Zentral-Madagaskar
- Jean-Baptiste Cazet SJ, 1898–1911
- Henri de Lespinasse de Saune SJ, 1911–1913

### Apostolische Vikare von Tananarive
- Henri de Lespinasse de Saune SJ, 1913–1927
- Etienne Fourcadier SJ, 1928–1947
- Victor Alphonse Marie Sartre SJ, 1948–1955

### Erzbischöfe von Tananarive
- Victor Alphonse Marie Sartre SJ, 1955–1960
- Jérôme Kardinal Rakotomalala, 1960–1975
- Victor Kardinal Razafimahatratra SJ, 1976–1989

### Erzbischöfe von Antananarivo
- Victor Kardinal Razafimahatratra SJ, 1989–1993
- Armand Gaétan Kardinal Razafindratandra, 1994–2005
- Odon Marie Arsène Razanakolona, 2005–2023
- Jean de Dieu Raoelison, seit 2023